# Challenger de Milán 2014
El Aspria Tennis Cup 2014 fue un torneo de tenis profesional jugado en canchas de tierra batida. Se disputó la 9.ª edición del torneo que formó parte del circuito ATP Challenger Tour 2014. Se llevó a cabo en Milán, Italia entre el 16 y el 22 de junio de 2014.

## Jugadores participantes del cuadro de individuales
| Favorito | País                 | Jugador          | Rank1 | Posición en el torneo |
| -------- | -------------------- | ---------------- | ----- | --------------------- |
| 1        | Bandera de España    | Pere Riba        | 87    |                       |
| 2        | Bandera de Italia    | Filippo Volandri | 98    | Primera ronda         |
| 3        | Bandera de España    | Albert Ramos     | 115   |                       |
| 4        | Bandera de Argentina | Facundo Argüello | 117   |                       |
| 5        | Bandera de Argentina | Máximo González  | 128   |                       |
| 6        | Bandera de Italia    | Marco Cecchinato | 145   |                       |
| 7        | Bandera de Rumania   | Adrian Ungur     | 158   | Segunda ronda         |
| 8        | Bandera de Italia    | Potito Starace   | 176   | Primera ronda         |

| Posición en el torneo   |
| ----------------------- |
| Primera y segunda ronda |
| Cuartos de final        |
| Semifinales             |
| FINAL                   |
| CAMPEÓN                 |

- 1 Se ha tomado en cuenta el ranking del día 9 de junio de 2014.

### Otros participantes
Los siguientes jugadores recibieron una invitación (wild card), por lo tanto ingresan directamente al cuadro principal (WC):
- Federico Gaio
- Filippo Baldi
- Matteo Donati
- Gianluca Mager

Los siguientes jugadores ingresan al cuadro principal tras disputar el cuadro clasificatorio (Q):
- Hugo Dellien
- Yoshihito Nishioka
- Roberto Marcora
- Juan Lizariturry

Los siguientes jugadores ingresan al cuadro principal como exención especial (SE):
- Michael Lammer
- Gianni Mina

## Jugadores participantes en el cuadro de dobles

### Cabezas de serie
| Favorito | País                      | Jugador            | País                   | Jugador          | Rank1 | Posición en el torneo |
| -------- | ------------------------- | ------------------ | ---------------------- | ---------------- | ----- | --------------------- |
| 1        | Bandera de Argentina      | Guillermo Durán    | Bandera de Argentina   | Máximo González  | 181   |                       |
| 2        | Bandera de Colombia       | Nicolás Barrientos | Bandera de Colombia    | Juan Carlos Spir | 249   |                       |
| 3        | Bandera de Bielorrusia    | Sergey Betov       | Bandera de Bielorrusia | Alexander Bury   | 293   |                       |
| 4        | Bandera de Estados Unidos | James Cerretani    | Bandera de Alemania    | Frank Moser      | 302   |                       |

- 1 Se ha tomado en cuenta el ranking del día 9 de junio de 2014.

## Campeones

### Individual Masculino
- derrotó en la final a

### Dobles Masculino
- /  derrotaron en la final a  /